# Litsea triflora
Litsea triflora är en lagerväxtart som beskrevs av André Guillaumin. Litsea triflora ingår i släktet Litsea och familjen lagerväxter. Inga underarter finns listade i Catalogue of Life.